# دانوب آبی (فیلم ۱۹۲۸)
دانوب آبی (انگلیسی: The Blue Danube) فیلمی در ژانر رمانتیک است که در سال ۱۹۲۸ منتشر شد. از بازیگران آن می‌توان به لیاتریس جوی و جوزف شیلدکات اشاره کرد.